# Ion Gheorghe (general)
Ion Gheorghe (n. 8 februarie 1893, Pitești – d. 1957) a fost un general român, care a luptat în cel de-al doilea război mondial.

## Funcții militare
- 1934 - Atașat militar la Ankara,
- 1940 - Adjunctul Șefului Statului Major al Armatei a 3-a,
- 1940 – 1943 - Atașat Militar la Berlin,
- 1943 – 1944 - Ambasadorul României la Berlin.

Generalul de brigadă Ioan Gheorghe a fost trecut din oficiu în poziția de retragere, alături de mareșalul Antonescu și de alți comandanți militari cu rang înalt ai regimului antonescian, care au fost acuzați că „prin activitatea lor în funcțiunile sau comenzile ce au avut, au sprijinit conducerea politico-militară a Mareșalului Antonescu Ioan, contribuind astfel la dezastrul Armatei”, prin decretul nr. 312 din 6 februarie 1945.
Este inclus în lotul nr. 11 de "criminali de război". Dezbaterile acestui proces au început în data de 20 februarie 1946. Tribunalul Poporului, Completul II de judecată, condus de Alexandru Voitinovici, avea să se pronunțe în acest proces a doua zi, 21februarie. Ca "judecători asesori", în număr de opt, au fost câte unul din partea: Ministerului Justiției, din Frontul Plugarilor, din Partidul Social Democrat, din Confederația Generală a Muncii, din Uniunea Patriotică, din Partidul Comunist Român, respectiv Partidul Național Țărănesc și Partidul Național Liberal, prezente în guvernul Petru Groza.
Anunțul este dat de presa comunistă, din 21 februarie 1946, cu titlul: "Guvernul Horia Sima în fața Tribunalului Poporului". Conținutul anunțului era următorul: "Completul II al Tribunalului Poporului, prezidat de dl. Fărcuțiu, începe astăzi judecarea celui de-al doilea lot de criminali de război și anume «guvernul fantomă» al trădătorului Horia Sima. În fața judecătorilor poporului nu apar însă decât Gheorghe A. Cuza și Victor Vojen, ceilalți «membri ai guvernului» și anume: general Ion Gheorghe, Mircea Manoilescu (sic!), Papanace etc. vor fi judecați în lipsă".
A colaborat din străinătate la diverse articole din revistele apărute în exil.
În 1946, Ion Gheorghe a fost condamnat la moarte în contumacie de regimul comunist.

## Cărți publicate
- Un dictator nefericit: Mareșalul Antonescu - Calea României spre Statul satelit (Ed. Machiavelli, 1996)